# Guillermo Álvarez Quemada
Blahoslavený Guillermo Álvarez Quemada, řeholním jménem Oseas (10. února 1890 Santa Cruz de la Salceda – 30. července 1936 Madrid) byl španělský římskokatolický řeholník Kongregace školských bratří a mučedník.

## Život
Narodil se 10. února 1890 v Santa Cruz de la Salceda.
Roku 1905 vstoupil v Bugedu do postulátu Kongregace školských bratří. Roku 1907 vstoupil do noviciátu a přijal jméno Oseas. Roku 1921 složil své věčné sliby. Pracoval v kongregační kuchyni. Stal se z něj vynikající kuchař. Po osmi letech odešel do domu v Iturribide, Griñónu a poté do Jerez de la Frontera. Posledním řádovým domem, kde pobýval, byl Madrid.
Roku 1934 krátce pobýval v Belgii (Lembecq-lez-Hal), kde jej však slabá znalost francouzského jazyka donutila k návrátu do Španělska.
Když v červenci 1936 vypukla Španělská občanská válka, jeho řeholní kongregace byla předmětem prvních útoků revolucionářů.
Dne 30. července 1936 vtrhli do jejich domu revolucionáři, kteří bratry podrobili výslechu, poté je svázali a odvezli do Casa de Campo. Tam byl spolu s šesti dalšími spolubratry zastřelen.

## Proces blahořečení
Po roce 1990 byl v arcidiecézi Madrid zahájen jeho beatifikační proces spolu s dalšími 24 mučedníky Kongregace školských bratří a Řádu karmelitánů. Dne 19. prosince 2011 uznal papež Benedikt XVI. mučednictví této skupiny řeholníků. Blahořečeni byli 13. října 2013 ve skupině 522 mučedníků Španělské občanské války.